# Awraami Pawlowitsch Sawenjagin
Awraami Pawlowitsch Sawenjagin (russisch Авраамий Павлович Завенягин; * 1. Apriljul. / 14. April 1901greg. im Bahnhof Uslowaja; † 31. Dezember 1956 in Moskau) war ein sowjetischer Metallurg und Politiker.

## Leben
Sawenjagins Vater Pawel Ustinowitsch Sawenjagin war Dampflokomotivführer. Die Mutter Pelageja Wladimirowna Sawenjagina stammte aus einer Bauernfamilie. Sawenjagin besuchte 1912–1919 die Realschule in Skopin. Im November 1917 wurde er Mitglied der Bolschewiki. 1919–1920 war er Kommissar der Politischen Abteilung einer Division der Roten Armee. 1920 wurde er zur Parteiarbeit in die Ukraine geschickt. 1921–1923 war er Sekretär des Okrug-Komitees der KP in Jusowka.
1923–1930 studierte Sawenjagin an der Moskauer Bergakademie mit Ausbildung zum Hochöfner. Gleichzeitig war er dort Prorektor für Verwaltungs- und Wirtschaftsfragen. 1930 war er erster Rektor des Moskauer Instituts für Stahl und Legierungen (MISiS). 1930–1931 leitete er das Institut für die Projektierung von Metallurgie-Werken in Leningrad. Darauf arbeitete er im Volkskommissariat für Schwermaschinenbau. Von Januar bis August 1933 leitete er das Metallurgie-Werk in Kamenskoje.
1933–1937 war Sawenjagin Direktor des Magnitogorski metallurgitscheski kombinat. Nach kurzer Tätigkeit als Vizevolkskommissar für Schwermaschinenbau wurde er 1938 Leiter des 1935 begonnenen Baus des Bergbau-Metallurgie-Kombinats Norilsk (NGMK), in dem anfangs 8000 und schließlich 1939 mehr als 19.000 NorilLag-Gefangene arbeiteten. Die erste Produktionsschmelze erfolgte am 6. März 1939. Am 29. April lieferte das NGKM das erste Nickel aus.
Im März 1941 wurde Sawenjagin Vizevolkskommissar des Volkskommissariats für innere Angelegenheiten (NKWD, ab 1946 Innenministerium). Er war damit verantwortlich für die allgemeine Leitung der NKWD-Industriebau- und Strukturmaßnahmen mit den Lagerhauptverwaltungen der Bergbau-Metallurgie-Unternehmen, der Wasserkraftwerkbauten und der Industriebauten einschließlich des Dalstroi. Sawenjagin wurde im Juli 1941 Seniormajor der Staatssicherheit des NKWD, im Februar 1943 Kommissar 3. Ranges und im Juli 1945 Generalleutnant.
Nach den Erinnerungen Anatoli Petrowitsch Alexandrows kam Sawenjagin bereits 1943 in Kontakt mit dem sowjetischen Uranprojekt, indem das Staatliche Forschungsinstitut für seltene Metalle (Giredmet) in seinen Verantwortungsbereich kam. Dort produzierte im Dezember 1944 Sinaida Wassiljewna Jerschowa das erste Uran in der UdSSR. Im gleichen Monat ernannte das Staatliche Verteidigungskomitee der UdSSR (GKO) Sawenjagin zum Verantwortlichen für die Uransuche in der UdSSR und den besetzten Territorien. Dazu übernahm Sawenjagin auch die Uranerzförderung, die bisher von den Volkskommissaren für Buntmetalle Pjotr Fadejewitsch Lomako  und Stähle Iwan Fjodorowitsch Tewosjan wahrgenommen wurde.
1945–1953 gehörte Sawenjagin als Mitglied des Spezialkomitees beim Rat der Volkskommissare (SNK) der UdSSR zu den führenden Personen des von Lawrenti Beria geleiteten Sowjetischen Atombombenprojekts. Als 1. Vizechef der 1. Hauptverwaltung beim SNK war Sawenjagin verantwortlich für den gesamten Produktionsprozess von der Erzversorgung bis zur Plutoniumproduktion in Kernreaktoren. Chef der 1. Hauptverwaltung war entsprechend dem Beschluss vom 20. August 1945 des GKO Boris Lwowitsch Wannikow. Wannikow war als Stellvertreter Berias verantwortlich für die ingenieurtechnischen Arbeiten im Projekt. Er arbeitete dabei mit dem Volkskommissar für die chemische Industrie Michail Georgijewitsch Perwuchin zusammen. Wannikow plante und baute zusammen mit Igor Wassiljewitsch Kurtschatow, Sawenjagin und Nikolai Andrejewitsch Borissow (Vizevorsitzender des Gosplan) das Werk Nr. 817 (später Kerntechnische Anlage Majak) und mit Isaak Konstantinowitsch Kikoin, Sawenjagin und Borissow das Werk Nr. 813 (später Uraler Elektrochemisches Kombinat).
Mit Wannikow, der auch Mitglied der vom Mitglied des Staatlichen Verteidigungskomitees der UdSSR Anastas Mikojan geleiteten Kommission war, sorgte Sawenjagin mit dem Gosplan-Vorsitzenden Nikolai Alexejewitsch Wosnessenski, dem Volkskommissar für die Elektroindustrie Iwan Grigorjewitsch Kabanow und Borissow für die Uranerz-Versorgung des Noginsker Werks Nr. 12 (später Maschinenbauwerk Elektrostal) durch Importe und Reparationslieferungen aus der DDR. In dem Werk Nr. 12 wurden mit Vakuuminduktionsöfen sowjetischer Herstellung die Uranstäbe für den Kernreaktor F-1 erschmolzen.
1945 hatte Sawenjagins Stab 40 deutsche Metallurgen, Chemiker und Physiker, unter ihnen Nikolaus Riehl und Manfred von Ardenne, aus der Sowjetischen Besatzungszone in die UdSSR gebracht (bis 1948 über 300 Personen). Sawenjagin war nun für die Arbeit der deutschen Laboratorien verantwortlich. Gleichzeitig wurde unter der Führung von Pawel Jakowlewitsch Meschik und Isaak Konstantinowitsch Kikoin im gesamten sowjetisch kontrollierten Gebiet nach Uranvorräten gesucht. Zusätzlich zu der bekannten Taboschar-Lagerstätte wurde mit der Uranförderung im Krywbas, in Estland und Transbaikalien begonnen. In der Tschechoslowakei wurde die Förderung in Sankt Joachimsthal wieder aufgenommen, und in der Sowjetischen Besatzungszone wurde mit dem Erzabbau begonnen, woraus 1954 die Sowjetisch-Deutsche Aktiengesellschaft SDAG Wismut entstand.
Als es im Juni 1948 bei der Inbetriebnahme des von Igor Wassiljewitsch Kurtschatow konstruierten Kernreaktors A-1 im Kombinat Majak zu zwei Unglücken kam, führte Sawenjagin mit Kurtschatow die Untersuchung durch, wobei er sich selbst in die verstrahlte zentrale Reaktorhalle begab. Im Sommer 1949 wurden im Beisein Sawenjagins im Kerntechnik-Forschungsinstitut KB-11 in Arsamas-16 die Plutonium-Halbkugeln für die erste sowjetische Kernwaffe hergestellt. Am 19. August 1949 erhielt Sawenjagin den Auftrag für den Transport der  RDS-1 aus dem KB-11 zum Atomwaffentestgelände Semipalatinsk und die Endmontage. In der Nacht zum 29. August 1949 wurde in seinem Beisein der Neutronenzünder montiert. Kurz nach der Testexplosion am 29. August fuhr er im Auto zum Explosionszentrum. Dort blieb das Auto im Staub stecken, so dass er zu Fuß zurückkehren musste und eine hohe Strahlendosis erhielt.
In den 1950er Jahren widmete sich Sawenjagin der Koordination der angewandten und Grundlagenforschung. Er genehmigte die Planung und den Bau des weltweit ersten Atomkraftwerks Obninsk (1950) und beteiligte sich an den ersten Etappen des Aufbaus der Atomflotte. Sein wichtigster Beitrag war die Klärung der Konstruktionsprinzipien bei der Projektierung der Kernreaktoren im Hinblick auf die konkurrierenden Wissenschaftlergruppen (Nikolai Antonowitsch Dolleschal, Anatoli Petrowitsch Alexandrow und andere).
Nach der Erschießung Berias und Verhaftung seiner engsten Mitarbeiter im Sommer 1953 behielt Sawenjagin seine Stellung aufgrund seiner zwanzigjährigen Bekanntschaft mit Nikita Sergejewitsch Chruschtschow. Nach der Umorganisation des Ministeriums für Mittelmaschinenbau wurde Sawenjagin 1. Stellvertreter des Ministers Wjatscheslaw Alexandrowitsch Malyschew und 1955 Minister als Malyschews Nachfolger. Sawenjagins Nachfolger wurde 1957 Michail Georgijewitsch Perwuchin.
Sawenjagin war Mitglied des Zentralkomitees der KPdSU (1956) und Abgeordneter im Obersten Sowjet der UdSSR (1938–1956).
Sawenjagin war verheiratet mit Marija Nikiforowna Sawenjagina und hatte zwei Kinder. Seine Enkelin Alissa Juljewna Sawenjagina wurde Schauspielerin am Moskauer Jermolowa-Theater.
Sawenjagins Urne wurde an der Moskauer Kremlmauer beigesetzt. Er starb an einem Herzinfarkt. 
Sawenjagin-Denkmale stehen in Uslowaja und Norilsk. Das  NGMK trägt seit 1957 Sawenjagins Namen. Der Eisbrecher Awraami Sawenjagin führt Schiffe auf dem Jenissei zum Hafen Igarka. Es gibt einen Allrussischen Sawenjagin-Wettbewerb der besten Diplomarbeiten auf dem Gebiet der Metallurgie und Metallkunde.

## Ehrungen, Preise
- Leninorden (1935, 1943, 1945, 1949, 1951, 1956)[2]
- Held der sozialistischen Arbeit (1949, 1954)[2]
- Stalinpreis (1951)